# Neoporus rheocrinus
Neoporus rheocrinus is een keversoort uit de familie waterroofkevers (Dytiscidae). De wetenschappelijke naam van de soort is voor het eerst geldig gepubliceerd in 1967 door Young.